# Сономин Удвал
Сономин Удвал (монг. Сономын Удвал; нар. 23 лютого 1921, сомон Дашинчилен, аймак Булган — пом. 1991) — монгольський громадський діяч, письменниця, лауреат Державної премії, видатна жінка-лідер ХХ століття.

## Біографія
Сономин Удвал у віці близько 7 років переїхала зі своєю сім'єю з Булгана через Лун до Улан-Батора, а приблизно через 2 роки вони переїхали в аймак Умнеговь. З 1932 року працювала писарем між міністерством, військовим відомством і партією Умнеговської губернії. У 1937 році працювала в Улан-Баторській педагогічній школі, а в 1937 році працювала писарем у пожежній команді МВС. З травня 1938 року працювала жіночим організатором пожежної частини, а в 1941 році стала слухачкою Нової партійної школи. Через рік, у 1942 році, поїхала навчатися до Східного університету Радянського Союзу, проте після початку війни школа була закрита. У 1944 році, як тільки повернулася на батьківщину, її призначили редактором газети в провінції Умнеговь.
У 1946 році закінчила Школу нових партійних сил, а з 1957 по 1960 рік — Інститут Комуністичної партії Радянського Союзу. Навчаючись у цих школах, займала престижну посаду редактора партійної центральної преси (1947—1949).
У 1949–1954 роках працювала завідуючою жіночим відділом ЦК партії, потім головою Спілки жінок Монголії, головою Центральної ради профспілок (1954—1957), головою Комітету письменників Монголії (1961—1973).
З 1962 року працювала співголовою Монгольського жіночого комітету або нинішнього Монгольського жіночого союзу.

## Акція за права жінок
Під час реформи 20 століття такі заходи, як поліпшення можливості для монгольських жінок займатися суспільно-корисною працею, навчатися в університетах, скорочення робочого дня для вагітних жінок і матерів з немовлятами, надання відпустки, надання знижки і надбавок, впроваджені Міністерством освіти, науки і технологій Монгольської Народної Республіки. Це було підтверджено рішенням ЦК і створено правову систему.

### Управління жіночими організаціями
Вважається, що Удвал мобілізувала всі рівні монгольських жіночих організацій та активістів для участі у своїх виборах, стукаючи в двері кожного офісу, промисловості та служби, і кожного дому, щоб крок за кроком змінити застарілу рутину.

### Призначення жінок на керівні посади
С. Удвал займалась просуванням жінок з освітою, знаннями та управлінськими навичками на рівень прийняття рішень, включенням їх до кадрових ресурсів, відправленням їх на наступний рівень навчальних курсів, участю у масштабних заходах і міжнародних конференціях, а також написанням про жінок у публікаціях центру та виголошенням промов. Результат її роботи позитивно вплинув на долю багатьох жінок. Тому в 1970-х і 1980-х роках жінок призначали одними із заступників міністрів урядових міністерств, керівниками та директорами промислового департаменту, де працює багато жінок.

### Творчість
С. Удвал була найвищою обраною жінкою в партійних, державних і громадських організаціях того часу, а також була письменницею, яка грамотно писала в усіх видах літератури. У роки Народної революції написала багато оповідань, романів, віршів, п'єс, фільмів, у яких зобразила багато типових характерів простих, «рідкісних» людей і жінок з великим прагненням до знань і освіти.
У 1978 році він отримала Державну премію Республіки Монголія за роман «Велика доля», в якому змальовано характер реального хатанбаатора Магсарджава або Героя Вана, який боровся за незалежність і свободу Монголії.

### Сім'я
С. Удвал була у шлюбі з Б. Багаажавом і народила трьох синів і одну доньку.

## Нагороди
- У 1965 році Золота медаль Жоліо Кюрі за мир у всьому світі
- У 1973 році премія азіатсько-африканських письменників журналу «Лотос».
- У 1978 році орден «Дружби народів» Радянського Союзу,
- У 1978 році Державна премія БНМАУ
- У 1946 і 1966 роках двічі нагороджена орденом «Алтан Гадас».
- У 1956 році нагороджена орденом «Трудового Червоного Прапора».
- У 1971 році нагороджена орденом Сухе-Батора.